# Joyce Lankester Brisley
Joyce Lankester Brisley, född den 6 januari 1896, död 1978, var en brittisk författare och illustratör, känd för sina böcker om Milly-Molly.